# Cochleoceps viridis
Cochleoceps viridis är en fiskart som beskrevs av Hutchins, 1991. Cochleoceps viridis ingår i släktet Cochleoceps och familjen dubbelsugarfiskar. Inga underarter finns listade i Catalogue of Life.